# Article 70 de la Constitution de la Cinquième République française
Article 69 Article 71
L'article 70 de la Constitution de la Cinquième République française précise les missions du Conseil économique, social et environnemental (CESE) dont le statut est défini par l'article 69.

## Texte de l'article
« Le Conseil économique, social et environnemental peut être consulté par le Gouvernement et le Parlement sur tout problème de caractère économique, social ou environnemental. Le Gouvernement peut également le consulter sur les projets de loi de programmation définissant les orientations pluriannuelles des finances publiques. Tout plan ou tout projet de loi de programmation à caractère économique, social ou environnemental lui est soumis pour avis. »
— Article 70 de la Constitution du 4 octobre 1958

## Évolution de l'article
La révision constitutionnelle du 23 juillet 2008 a modifié l'article 70 de la manière suivante : 
- elle a modifié le nom du Conseil économique et social en Conseil économique, social et environnemental et a étendu son champ de compétence aux questions environnementales ;
- elle a prévu que le Parlement pouvait, au même titre que le Gouvernement, consulter le CESE sur les questions relevant de son champ de compétence ;
- elle a enfin donné au Gouvernement la possibilité de consulter le CESE sur les projets de loi relatifs aux orientations pluriannuelles des finances publiques.